# 科皮謝 (日托米爾州)
51°35′2″N 27°51′10″E / 51.58389°N 27.85278°E
科皮謝（烏克蘭語：Копище），是烏克蘭北部的村莊，隸屬日托米爾州的科羅斯滕區。該村始建於1459年，面積2.83平方公里，海拔高度156米，2001年人口983，人口密度每平方公里347.35人。